# Eliteserien 1997
La Eliteserien 1997, nota anche come Tippeligaen 1997 per ragioni di sponsorizzazione, fu la cinquantaduesima edizione della Eliteserien, massima serie del campionato norvegese di calcio. Vide la vittoria finale del Rosenborg, al suo dodicesimo titolo, il sesto consecutivo. Capocannoniere del torneo fu Sigurd Rushfeldt (Rosenborg), con 25 reti.

## Stagione

### Novità
Dalla Eliteserien 1996 vennero retrocessi il Moss, il Vålerenga e lo Start, mentre dalla 1. divisjon 1996 vennero promossi il Lyn Oslo, l'Haugesund e il Sogndal.

### Formula
Le quattordici squadre partecipanti si affrontarono in un girone all'italiana con partite di andata e di ritorno, per un totale di 26 giornate. La prima classificata, vincitrice del campionato, veniva ammessa alla UEFA Champions League 1998-1999, mentre la seconda e la terza classificate venivano ammesse alla Coppa UEFA 1998-1999. Il vincitore della Coppa di Norvegia veniva ammesso alla Coppa delle Coppe 1998-1999. Due ulteriori posti venivano assegnati per la partecipazione alla Coppa Intertoto 1998. La dodicesima classificata disputava uno spareggio promozione/retrocessione con la terza classificata in 1. divisjon. Le ultime due classificate venivano retrocesse direttamente in 1. divisjon.

## Squadre partecipanti
| Club         | Stagione | Città       | Stagione 1996                    |
| ------------ | -------- | ----------- | -------------------------------- |
| Bodø/Glimt   | dettagli | Bodø        | 10º posto in Eliteserien         |
| Brann        | dettagli | Bergen      | 4º posto in Eliteserien          |
| Haugesund    | dettagli | Haugesund   | 1º posto in 1. divisjon gruppo 2 |
| Kongsvinger  | dettagli | Kongsvinger | 7º posto in Eliteserien          |
| Lillestrøm   | dettagli | Lillestrøm  | 2º posto in Eliteserien          |
| Lyn Oslo     | dettagli | Oslo        | 1º posto in 1. divisjon gruppo 1 |
| Molde        | dettagli | Molde       | 8º posto in Eliteserien          |
| Rosenborg    | dettagli | Trondheim   | Campione di Norvegia             |
| Skeid        | dettagli | Oslo        | 9º posto in Eliteserien          |
| Sogndal      | dettagli | Sogndal     | 2º posto in 1. divisjon gruppo 2 |
| Stabæk       | dettagli | Bærum       | 6º posto in Eliteserien          |
| Strømsgodset | dettagli | Drammen     | 11º posto in Eliteserien         |
| Tromsø       | dettagli | Tromsø      | 5º posto in Eliteserien          |
| Viking       | dettagli | Stavanger   | 3º posto in Eliteserien          |

## Classifica finale
|  | Pos. | Squadra      | Pt | G  | V  | N  | P  | GF | GS | DR  |
|  | ---- | ------------ | -- | -- | -- | -- | -- | -- | -- | --- |
|  | 1.   | Rosenborg    | 61 | 26 | 18 | 7  | 1  | 87 | 20 | +67 |
|  | 2.   | Brann        | 50 | 26 | 15 | 5  | 6  | 59 | 37 | +22 |
|  | 3.   | Strømsgodset | 46 | 26 | 14 | 4  | 8  | 58 | 44 | +14 |
|  | 4.   | Molde        | 45 | 26 | 13 | 6  | 7  | 47 | 36 | +11 |
|  | 5.   | Stabæk       | 43 | 26 | 13 | 4  | 9  | 33 | 35 | -2  |
|  | 6.   | Kongsvinger  | 38 | 26 | 11 | 5  | 10 | 43 | 48 | -5  |
|  | 7.   | Bodø/Glimt   | 37 | 26 | 10 | 7  | 9  | 39 | 34 | +5  |
|  | 8.   | Viking       | 34 | 26 | 8  | 10 | 8  | 42 | 34 | +8  |
|  | 9.   | Haugesund    | 32 | 26 | 9  | 5  | 12 | 31 | 38 | -7  |
|  | 10.  | Lillestrøm   | 32 | 26 | 9  | 5  | 12 | 34 | 43 | -9  |
|  | 11.  | Sogndal      | 29 | 26 | 8  | 5  | 13 | 34 | 56 | -22 |
|  | 12.  | Tromsø       | 28 | 26 | 6  | 10 | 10 | 37 | 44 | -7  |
|  | 13.  | Lyn Oslo     | 17 | 26 | 4  | 5  | 17 | 28 | 58 | -30 |
|  | 14.  | Skeid        | 13 | 26 | 3  | 4  | 19 | 27 | 72 | -45 |

Legenda:
      Campione di Norvegia e ammessa alla UEFA Champions League 1998-1999
      Ammessa alla Coppa UEFA 1998-1999
      Ammessa alla Coppa delle Coppe 1998-1999
      Ammessa alla Coppa Intertoto 1998
 Ammessa allo spareggio retrocessione-promozione
      Retrocessa in 1. divisjon 1998
Note:
Tre punti a vittoria, uno a pareggio, zero a sconfitta.

## Risultati
|              | Ros  | Bra  | Str  | Mol  | Stb  | Kon  | Bod  | Vik  | Hau  | Lil  | Sog  | Tro  | Lyn  | Ske  |
| ------------ | ---- | ---- | ---- | ---- | ---- | ---- | ---- | ---- | ---- | ---- | ---- | ---- | ---- | ---- |
| Rosenborg    | –––– | 1-1  | 6-1  | 2-1  | 5-0  | 3-1  | 1-0  | 2-2  | 5-0  | 3-0  | 5-0  | 0-0  | 5-1  | 5-1  |
| Brann        | 1-2  | –––– | 4-1  | 0-4  | 5-1  | 3-1  | 3-1  | 1-4  | 3-2  | 1-2  | 4-1  | 4-3  | 0-0  | 4-2  |
| Strømsgodset | 1-5  | 0-4  | –––– | 2-0  | 2-0  | 8-0  | 1-1  | 0-2  | 1-0  | 4-2  | 3-1  | 3-2  | 6-1  | 4-0  |
| Molde        | 0-4  | 0-2  | 2-0  | –––– | 4-1  | 0-1  | 2-1  | 0-0  | 1-0  | 1-1  | 2-0  | 2-1  | 3-0  | 3-3  |
| Stabæk       | 0-3  | 0-1  | 0-1  | 0-1  | –––– | 0-0  | 1-1  | 2-1  | 2-1  | 4-1  | 1-0  | 2-0  | 1-1  | 3-0  |
| Kongsvinger  | 2-2  | 4-6  | 4-2  | 1-3  | 1-2  | –––– | 0-0  | 3-1  | 2-1  | 2-0  | 2-1  | 3-1  | 1-1  | 3-0  |
| Bodø/Glimt   | 2-2  | 0-3  | 2-1  | 4-0  | 1-1  | 4-0  | –––– | 0-3  | 1-1  | 0-1  | 1-0  | 5-1  | 1-0  | 4-1  |
| Viking       | 1-1  | 0-0  | 1-3  | 2-3  | 5-1  | 1-0  | 4-2  | –––– | 0-2  | 0-1  | 2-2  | 1-1  | 0-0  | 4-0  |
| Haugesund    | 2-6  | 0-1  | 1-1  | 2-1  | 0-1  | 3-3  | 1-1  | 1-0  | –––– | 1-0  | 3-0  | 1-1  | 1-0  | 2-1  |
| Lillestrøm   | 2-1  | 2-2  | 0-1  | 1-1  | 0-2  | 1-3  | 3-1  | 2-0  | 1-2  | –––– | 1-3  | 1-1  | 2-0  | 2-2  |
| Sogndal      | 0-7  | 1-0  | 3-3  | 3-3  | 0-3  | 2-1  | 1-2  | 1-1  | 2-1  | 2-0  | –––– | 2-2  | 2-1  | 1-2  |
| Tromsø       | 1-1  | 3-0  | 1-1  | 4-4  | 0-1  | 2-1  | 2-1  | 1-1  | 1-0  | 1-3  | 0-1  | –––– | 2-0  | 2-2  |
| Lyn Oslo     | 0-5  | 1-5  | 1-3  | 1-3  | 0-1  | 1-2  | 1-2  | 4-4  | 3-0  | 0-4  | 5-2  | 4-0  | –––– | 2-0  |
| Skeid        | 0-5  | 1-1  | 1-5  | 0-3  | 1-3  | 0-2  | 0-1  | 1-2  | 0-3  | 5-1  | 1-3  | 0-4  | 3-0  | –––– |

## Spareggio promozione/retrocessione
Allo spareggio vennero ammessi il Tromsø, dodicesimo classificato in Eliteserien, e l'Eik-Tønsberg, terzo classificato in 1. divisjon. Il Tromsø vinse gli spareggi e mantenne la categoria.
|              | Risultati |              | Luogo e data    |
| ------------ | --------- | ------------ | --------------- |
| Tromsø       | 4 - 0     | Eik-Tønsberg | 26 ottobre 1997 |
| Eik-Tønsberg | 1 - 2     | Tromsø       | 2 novembre 1997 |
|              |           |              |                 |

## Statistiche

### Classifica marcatori
| Gol |  |  | Giocatore               | Squadra      |
| --- |  |  | ----------------------- | ------------ |
| 25  |  |  | Sigurd Rushfeldt        | Rosenborg    |
| 23  |  |  | Harald Martin Brattbakk | Rosenborg    |
| 16  |  |  | Mons Ivar Mjelde        | Brann        |
| 15  |  |  | Kjetil Løvvik           | Brann        |
| 15  |  |  | Jostein Flo             | Strømsgodset |
| 13  |  |  | Odd Inge Olsen          | Molde        |
| 12  |  |  | Daniel Berg Hestad      | Molde        |
| 12  |  |  | Mini Jakobsen           | Rosenborg    |
| 12  |  |  | Stig Johansen           | Bodø/Glimt   |